# Katsugawa Shunsho

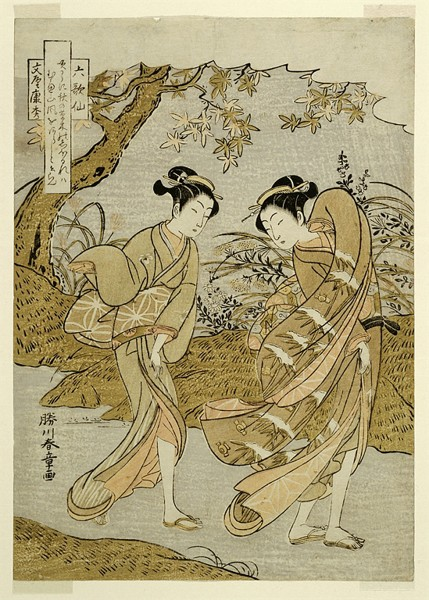
Katsugawa Shunsho - "Två kvinnor i stormigt höstlandskap" (cirka 1771). The Art Institute of Chicago, Chicago.

Katsugawa Shunsho, född 1726, död 1793 (ofta felaktigt 1792), var en japansk konstnär som hade Hokusai som elev. Shunsho är representerad vid bland annat Göteborgs konstmuseum.